# Falling (Trevor Daniel)
Falling è un singolo del cantante statunitense Trevor Daniel, pubblicato il 5 ottobre 2018 come primo estratto dal primo EP Homesick e incluso nel primo album in studio Nicotine.

## Descrizione
Falling è stata elaborata durante una sessione nello studio di registrazione con il produttore Taz Taylor, fondatore dell'etichetta discografica Internet Money, con la quale Daniel aveva firmato un contratto a luglio 2018.

## Promozione
Daniel ha eseguito il brano per la prima volta in televisione come parte di un medley con Past Life al Tonight Show di Jimmy Fallon il 19 agosto 2020.

## Video musicale
Il video musicale, diretto da William Desena, è stato reso disponibile il 15 gennaio 2020 e ritrae Daniel che si fa dare un passaggio intorno ai canyon in California e cinque camerieri che danzano in coreografia in modo da rappresentare la tristezza del cantante dopo la rottura con il proprio partner.

## Tracce
Testi e musiche di Trevor Neill, Kim Candilora, Danny Snodgrass Jr. e Ryan Vojtesak.
Download digitale, streaming
1. Falling – 2:39

Download digitale, streaming – Blackbear Remix
1. Falling (feat. Blackbear) – 2:51

Download digitale, streaming – Summer Walker Remix
1. Falling (feat. Summer Walker) – 2:53

## Successo commerciale
Nonostante fosse stato pubblicato nell'ottobre del 2018, il brano ha ottenuto popolarità su TikTok soltanto l'anno dopo, e di conseguenza, è stato aggiunto in varie playlist e classifiche virali di Spotify.
Nel Regno Unito ha fatto il proprio ingresso al 46º posto della Official Singles Chart nella pubblicazione del 5 dicembre 2019 grazie a 11 581 unità distribuite nel corso della sua prima settimana in classifica. La settimana seguente è salito di 6 posizioni alla 40ª accumulando 15 473 unità vendute. Durante la sua terza settimana di permanenza ha raggiunto il 35º posto totalizzando altre 16 382 vendite. La settimana seguente ha aumentato le proprie unita a 19 002, tanto da salire fino alla 26ª posizione. Dopo essere sceso temporaneamente al 45º posto a causa del periodo natalizio per una settimana, ha raggiunto un picco di 14 nella pubblicazione del 9 gennaio 2020 grazie a 19 866 vendite.
Negli Stati Uniti d'America, invece, il brano ha raggiunto la posizione numero 17 della Billboard Hot 100, diventando la prima entrata del cantante nella classifica nazionale. È inoltre risultata la sua prima numero uno nella Pop Songs.

## Classifiche

### Classifiche settimanali
| Classifica (2019-20) | Posizione massima |
| -------------------- | ----------------- |
| Australia            | 13                |
| Austria              | 7                 |
| Belgio (Fiandre)     | 22                |
| Belgio (Vallonia)    | 34                |
| Canada               | 13                |
| Danimarca            | 23                |
| Estonia              | 3                 |
| Finlandia            | 5                 |
| Francia              | 21                |
| Germania             | 13                |
| Grecia               | 3                 |
| Irlanda              | 12                |
| Islanda              | 18                |
| Italia               | 17                |
| Lettonia             | 1                 |
| Lituania             | 5                 |
| Malaysia             | 2                 |
| Norvegia             | 5                 |
| Nuova Zelanda        | 17                |
| Paesi Bassi          | 11                |
| Regno Unito          | 14                |
| Repubblica Ceca      | 4                 |
| Romania              | 42                |
| Russia               | 7                 |
| Singapore            | 5                 |
| Slovacchia           | 7                 |
| Spagna               | 54                |
| Stati Uniti          | 17                |
| Svezia               | 15                |
| Svizzera             | 11                |
| Ucraina              | 22                |
| Ungheria             | 2                 |

### Classifiche di fine anno
| Classifica (2019) | Posizione |
| ----------------- | --------- |
| Ungheria          | 66        |
| Classifica (2020) | Posizione |
| Australia         | 41        |
| Austria           | 31        |
| Belgio (Fiandre)  | 55        |
| Belgio (Vallonia) | 86        |
| Canada            | 19        |
| Danimarca         | 71        |
| Francia           | 47        |
| Germania          | 41        |
| Islanda           | 86        |
| Italia            | 73        |
| Nuova Zelanda     | 35        |
| Paesi Bassi       | 46        |
| Regno Unito       | 79        |
| Russia            | 18        |
| Stati Uniti       | 22        |
| Svezia            | 50        |
| Svizzera          | 35        |
| Ungheria          | 18        |
| Classifica (2021) | Posizione |
| Russia            | 112       |

## Date di pubblicazione
| Paese       | Data             | Formato                      | Etichetta             | Nota   |
| ----------- | ---------------- | ---------------------------- | --------------------- | ------ |
| Mondo       | 5 ottobre 2018   | Download digitale, streaming | Alamo                 | [ 60 ] |
| Regno Unito | 20 dicembre 2019 | Contemporary hit radio       | Alamo, Internet Money | [ 61 ] |
| Stati Uniti | 14 gennaio 2020  | Contemporary hit radio       | Alamo, Interscope     | [ 62 ] |